# 波照間島灯台
波照間島灯台（はてるましまとうだい）は、沖縄県八重山郡竹富町の波照間島にある灯台である。

## 概要
東シナ海と太平洋を分かつ先島諸島の波照間島の中央に立つ、有人の地にあるものとしては日本最南端の灯台である。
かつては無人島を含めても日本最南端の灯台であったが、太平洋上に浮かぶ沖ノ鳥島に沖ノ鳥島灯台（北緯20度25分26秒東経136度4分33秒）が設置され、2007年（平成19年）3月16日に運用が開始されたことにより、その地位を譲った。

## 歴史
- 1959年（昭和34年） - 琉球政府により建設、5月5日に初点灯。
- 1972年（昭和47年）5月15日 - 沖縄県の本土復帰に伴い管理業務が海上保安庁に移管。
- 1986年（昭和61年）12月 - 改築。

## 関連事項
- 沖縄県の灯台一覧